# Trasporti in Lesotho
Questa voce raccoglie le principali tipologie di Trasporti in Lesotho.

## Trasporti su rotaia

### Rete ferroviaria
In totale: 2,6 km di linee ferroviarie, di proprietà e gestione del Sudafrica (dati 1995).
- scartamento ridotto (1067 mm): 2,6 km
- Collegamento, con stesso scartamento, alla rete del Sudafrica, nazione che circonda il Lesotho.

## Trasporti su strada

### Rete stradale
Strade pubbliche: in totale 4.995 km (dati 1996)
- asfaltate: 887 km
- bianche: 4.068 km.

### Reti filoviarie
Attualmente in Lesotho non esistono filobus. 

### Autolinee
Nella capitale, Maseru, ed in poche altre zone abitate del Lesotho, operano aziende che gestiscono collegamenti con autobus.

### Porti e scali
- nessuno.

## Trasporti aerei

### Aeroporti
In totale: 28 (dati 2002)
a) con piste di rullaggio pavimentate: 4
- oltre 3047 m: 1
- da 2438 a 3047 m: 0
- da 1524 a 2437 m: 0
- da 914 a 1523 m: 1
- sotto 914 m: 2

b) con piste di rullaggio non pavimentate: 24
- oltre 3047 m: 0
- da 2438 a 3047 m: 0
- da 1524 a 2437 m: 0
- da 914 a 1523 m: 4
- sotto 914 m: 20.